# Список компаний Большого Чикаго
Список компаний Большого Чикаго, также известного как «Чикаголенд», агломерации, связанной с городом Чикаго, штат Иллинойс, и его пригородами. С населением 9,4 миллиона человек это третий по величине мегаполис в Соединённых Штатах и регион, наиболее связанный с городом географическими, социальными, экономическими и культурными связями.

## Архитектура и инженерия

### Проектирование
- Adrian Smith + Gordon Gill Architecture (Чикаго)[5]
- AECOM[англ.] (Чикаго)
- Collins Engineers[англ.] (Чикаго)
- Cordogan Clark & Associates[англ.] (Чикаго)
- CTLGroup (Скоки)
- Graham, Anderson, Probst & White[англ.] (Чикаго)
- Hedrich Blessing Photographers[англ.] (Чикаго)
- Holabird & Root[англ.] (Чикаго)
- Kirkegaard Associates[англ.] (Чикаго)
- Krueck Sexton Partners[англ.] (Чикаго)
- Lucien Lagrange Architects[англ.] (Чикаго)
- Nagle Hartray Architecture[англ.] (Чикаго)
- Perkins and Will[англ.] (Чикаго)
- Primera Engineers (Чикаго)
- Skidmore, Owings & Merrill (Чикаго)
- SmithGroup (Чикаго)
- Solomon Cordwell Buenz (Чикаго)
- Studio Gang Architects (Чикаго)
- UrbanLab (Чикаго)
- Wiss, Janney, Elstner Associates (Нортбрук[англ.])

Компании с офисами в Чикаго
- CannonDesign[англ.]

### Строительство
- Bulley & Andrews[англ.] (Чикаго)[6]
- Edward Hines Lumber Company[англ.] (Буффало-Гроув)
- Great Lakes Dredge and Dock Company[англ.] (Оук-Брук[англ.])
- James McHugh Construction Co[англ.] (Чикаго)

### Недвижимость
- Baird & Warner[англ.] (Чикаго)[7]
- Brookfield Properties[англ.] (Чикаго)
- CenterPoint Properties[англ.] (Оук-Брук[англ.])
- Cushman & Wakefield (Чикаго)
- EQ Office[англ.] (Чикаго)
- Equity Residential[англ.] (Чикаго)
- Fordham Company[англ.] (Чикаго)
- JMB Realty[англ.] (Чикаго)
- JLL[англ.] (Чикаго)
- Magellan Development Group[англ.] (Чикаго)
- Strategic Hotels & Resorts[англ.] (Чикаго)
- Ventas[англ.] (Чикаго)

## Потребительство

### Потребительские товары

#### Одежда и аксессуары
- Acme Boots[англ.], подразделение Double-H Boots[англ.] (Чикаго)
- Chicago Embroidery Company[англ.] (Чикаго)
- Claire’s (Хофмен-Эстейтс)
- Hart Schaffner Marx[англ.] (Чикаго)
- Horween Leather Company[англ.] (Чикаго)
- Islamica[англ.] (Чикаго)
- Oxxford Clothes[англ.] (Чикаго)

#### Подарки и предметы коллекционирования
- The Bradford Exchange[англ.] (Найлс[англ.])
- Enesco[англ.] (Итаска[англ.])
- International Star Registry[англ.] (Инглсайд[англ.])
- LifeGem[яп.] (Чикаго)
- Recycled Paper Greetings[англ.] (Чикаго)

#### Мебель и оборудование для дома
- BRK Brands, Inc. (Орора), дочерняя компания Newell Brands[англ.]
  - First Alert[англ.] (Орора)
- Chamberlain Group[англ.] (Элмхерст)
- Chicago Faucet[англ.] (Дес-Плейнс)
- Chicago Lock[англ.] (Чикаго)
- Design Toscano[англ.] (Элк-Гроув-Виллидж[англ.])
- Fortune Brands Home & Security[англ.] (Дирфилд[англ.])
- Haeger Potteries[англ.] (Ист-Данди[англ.])
- Rust-Oleum[англ.] (Вернон-Хиллз[англ.])
- Serta (Хофмен-Эстейтс)
- Walter E. Smithe[англ.] (Итаска[англ.])

#### Хозтовары
- Crate & Barrel[англ.] (Нортбрук[англ.])
- Hearthware Home Products (Либертивилл)
- Pactiv[англ.] (Лейк-Форест)
- Pampered Chef[англ.] (Аддисон[англ.])
- Reynolds Group Holdings[англ.] (Линкольншир[англ.])
- Solo Cup Company[англ.] (Лейк-Форест), дочерняя компания Dart Container[англ.]
- Thermos LLC[англ.] (Шомберг)
- Turtle Wax (Уиллоубрук[англ.])
- Weber[англ.] (Палатин)

#### Музыкальное оборудование
- Lyon & Healy[англ.] (Чикаго)
- Marshall USA (Баффало-Гроув), дочерняя компания Marshall Amplification
- Shure (Найлс[англ.])
- Souldier[англ.] (Чикаго)
- Specimen Products[англ.] (Чикаго)
- U.S. Music Corporation[англ.] (Баффало-Гроув)
- Universal Audio[англ.] (Эванстон)

#### Личная гигиена
- Avlon Industries[англ.] (Мелроуз-Парк[англ.])
- Blistex[англ.] (Ок-Брук[англ.])

#### Инструменты
- Klein Tools[англ.] (Линкольншир[англ.])
- SK Hand Tools[англ.]  (Сайкамор[англ.])
- Vaughan & Bushnell Manufacturing[англ.] (Хеврон[англ.])

### Образование и справочная информация
- Издательство Академии Чикаго[англ.] — одно из старейших независимых издательств Чикаго

### Розничная торговля

#### Художественные принадлежности
- Blick Art Materials[англ.] (Хайленд-Парк)

#### Брошюры
- Sears Holdings[англ.] (Хофмен-Эстейтс)

#### Бизнес для бизнеса
- CDW[англ.] (Вернон-Хиллз[англ.])

#### Электроника
- Abt Electronics[англ.] (Гленвью)

#### Цветочники
- Florists’ Transworld Delivery[англ.] (Даунерс-Гроув)

#### Бакалея/удобства
- Aldi (Батавия[англ.]), дочерняя компания Aldi

#### Аппаратное обеспечение
- Ace Hardware[англ.] (Оук-Брук[англ.])

#### Канцтовары и канцелярские принадлежности
- ACCO Brands[англ.] (Лейк-Цюрих[англ.])

#### Софтлайнс
- Bucketfeet[англ.] (Чикаго)

### Услуги
- The Care of Trees[англ.] (Уилинг[англ.])

### Спорт, игры и игрушки
- Bally Total Fitness[англ.] (Чикаго)

## Энергетика
- Coskata[англ.] (Уорренвилл[англ.])
- DuPont Danisco[англ.] (Итаска[англ.])
- Exelon (Чикаго)
- Integrys Energy Group[англ.] (Чикаго)
- New Generation Power International[англ.] (Чикаго)
- Nicor Gas[англ.] (Нейпервилл)
- NiSource[англ.] (Меррилвилл)
- UOP LLC[англ.] (Дес-Плейнс)

## Финансовые услуги

### Банки
- Alliant Credit Union[англ.] (Чикаго)
- Amalgamated Bank of Chicago[англ.] (Чикаго)
- BankFinancial FSB[d] (Олимпия-Филдс[англ.])
- BMO Harris Bank[англ.] (Чикаго)
- First American Bank[англ.] (Элк-Гроув-Виллидж[англ.])
- First Midwest Bancorp[англ.] (Итаска[англ.])
- Northern Trust (Чикаго)
- Pacific Global Bank[англ.] (Чикаго)
- Urban Partnership Bank[англ.] (Чикаго)

### Кредиты и платежи
- Avant[англ.] (Чикаго)

### Биржи
- Чикагская биржа опционов (Чикаго)[8]

### Страхование
- Accuquote[англ.] (Уилинг[англ.])

### Инвестиции
- Ariel Investments[англ.] (Чикаго)

### Фонды прямых инвестиций и хедж-фонды
- Chicago Growth Partners[англ.] (Чикаго)

## Еда и напитки

### Напитки
- 5 Rabbit Cervecería[англ.] (Бедфорд-Парк[англ.])
- A.J. Canfield Company[англ.] (Чикаго)

## Здравоохранение

### Медицинские услуги
- Cancer Treatment Centers of America[англ.] (Шомберг)
- Presence Health[англ.] (Чикаго)

## Промышленность

### Сельскохозяйственная техника
- CNH Industrial (Берр-Ридж)

## СМИ и развлечения

### Развлечение
- Broadway In Chicago[англ.]

## Профессиональные и деловые услуги

### Бухгалтерский учёт
- Baker Tilly US[англ.]

## Технологии

### Распространение
- Anixter[англ.] (Гленвью)

## Путешествие и транспорт

### Авиационная поддержка
- AAR Corp[англ.] (Вуд-Дейл[англ.])

## Негосударственные и иностранные компании с крупным присутствием
Существуют и другие крупные корпорации, представленные в Чикаго и/или его пригородах (но чьи корпоративные штаб-квартиры расположены в другом месте), в том числе:

## Автомобили
- BMW